# Saison 1960-1961 de la Juventus FC
Maillots
Chronologie
Saison précédente Saison suivante
La saison 1960-1961 de la Juventus Football Club est la cinquante-huitième de l'histoire du club, créé soixante-quatre ans plus tôt en 1897.
Le club turinois prend part lors de cette saison à la 59e édition du championnat d'Italie (30e de Serie A), à la 13e édition de la Coupe d'Italie (en italien Coppa Italia), ainsi qu'à la 6e édition de la Coupe des clubs champions européens.

## Historique
À nouveau au sommet de sa gloire, la Juventus FC, tenante en titre du doublé coupe-championnat, le premier de son histoire, tente avec son duo Umberto Agnelli (président) et Renato Cesarini (entraîneur) de garder sa domination sur le pays et de s'imposer en Europe.
Avec un effectif déjà de qualité, les Piémontais, très actifs durant le mercato estival, se renforcent tout de même avec de nombreux joueurs, tel les gardiens de but Luigi Ferrero et Giovanni Romano, les défenseurs Galeazzo Bello et Tarcisio Burgnich, ainsi que les milieux de terrain Eugenio Fascetti et Bruno Mora, tandis qu'en attaque arrivent au club Angelo Caroli (retour au club) et Dario Cavallito.
C'est donc à la fin du mois de septembre que la Juve prend part à la première compétition de l'année avec la Coupe des clubs champions européens 1960-1961 (seconde participation au tournoi de l'histoire du club).
Les Piémontais se retrouvent au Stadio Comunale le mercredi 21 septembre pour le match aller des 16e-de-finale contre les Bulgares du CDNA Sofia, qu'ils finissent par remporter sur le score de 2 à 0 (buts de Lojodice et Sívori). En bonne voie pour passer le tour suivant, la Juventus FC perd totalement ses moyens au match retour, et perd à Sofia sur le score de 4 buts à 1 (Nicolè sauvant l'honneur), étant donc éliminée au même stade que sa dernière participation à la compétition.

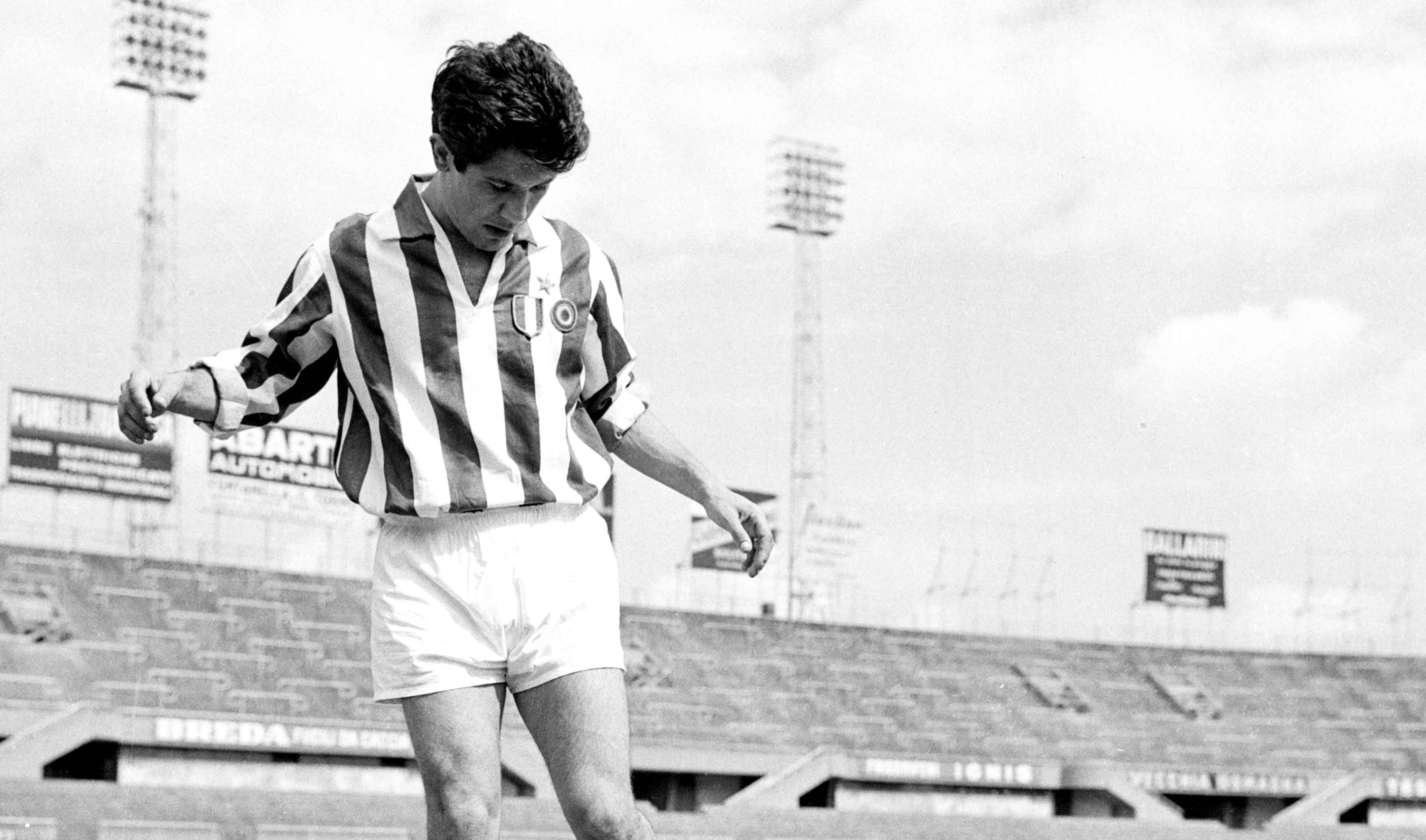
Omar Sívori, meilleur buteur du championnat d'Italie 1960-1961, au stade communal de Turin avec le maillot bianconera de la saison, portant ensemble – pour la première fois dans l'histoire du club – le scudetto et la coccarda tricolore italienne.

Lors de ce même mois de septembre a lieu la Serie A 1960-1961.
Le dimanche 25 septembre 1960, la Vecchia Signora joue pour son premier match de la saison, sur le terrain de l'Udinese, et finit par s'imposer sur le plus petit des scores grâce à Colombo, lors d'une rencontre, première d'une série de quatre succès d'affilée. Cette série n'est finalement arrêtée qu'au bout de la 5e journée à la suite d'une défaite 3 buts à rien contre la Fiorentina à Florence. Trois semaines plus tard, après 3 matchs sans victoire, la Juventus se ressaisit et s'impose chez elle au Stadio Comunale 3-0 le 20 novembre contre Bologne (but de Nicolè et Charles sur doublé). La semaine suivante, la Madama est à nouveau défaite, par 2 à 1 contre la Roma (but juventino de Cervato sur penalty), puis termine ensuite son année avec deux victoires et une défaite.
L'élection du Ballon d'or 1960 a lieu cette année le 13 décembre 1960, voyant deux juventini nommés dans le classement final, avec à la 7e place finale avec 5 votes, le Gallois John Charles (dans le classement pour la 4e année de suite), et à la 9e place finale avec 3 votes l'Argentin Omar Sívori.
Le 1er janvier 1961, les Bianconeri se déplacent sur le terrain de Lecco, n'arrivant guère à faire mieux qu'un nul deux buts partout (buts pour la Juve de Nicolè et Boniperti), premier match d'une série de 3 matchs nuls consécutifs (trois fois 2-2), avant que la Vieille Dame ne termine ensuite sa phase aller avec deux victoires. Pour la première rencontre des phases retour, le 5 février, la Juve ne fait pas de cadeau et écrase à domicile l'Udinese sur le score sans appel de 5 buts à 1 (triplé de Sívori et doublé de Mora), avant de remporter 4 succès de suite (pour une série de 7 victoires consécutives entre la 16e et la 22e journée), série arrêtée le 12 mars lors d'une défaite 3-1 contre le Milan (malgré un but juventino de Salvadore contre son camp). Une semaine plus tard, les Bianconeri remportent 1 à 0 grâce à Sívori le match à ne pas perdre, le derby della Mole contre le Torino. Cette victoire sur le rival turinois fut à nouveau la première d'une série de 4 succès consécutifs. Le 21 mai lors de la 32e journée, l'équipe du Piémont s'impose largement à domicile au Stadio Comunale sur le score de 4-0 contre Naples (triplé de Sívori et but de Boniperti), avant d'ensuite s'en aller faire un match nul puis une victoire. Le dernier match de la saison joué le 10 juin et comptant pour la 28e journée en retard, voit la Juve rencontrer à nouveau son rival lombard de l'Inter. Après avoir mené 2-0 le match a été interrompu par les supporters de la Juve. L’Inter Milan fut déclarée vainqueur sur tapis vert, seulement le président de la FIGC mais aussi de la Juve à l’époque (Umberto Agnelli), ordonna que le match soit rejoué . La rencontre se solda par une victoire historique 9 buts à 1 pour la Juventus (avec notamment un sextuplé de Sívori et des buts de Riefolo (contre son camp), Nicolè et Mora), pour ce dernier match de la saison.
Avec en tout 49 points acquis grâce à ses 22 succès, 5 nuls et 7 défaites, la Juventus Football Club remporte le scudetto, et conserve donc son titre (remportant pour la première fois le titre deux années consécutivement depuis la saison 1931-1932).

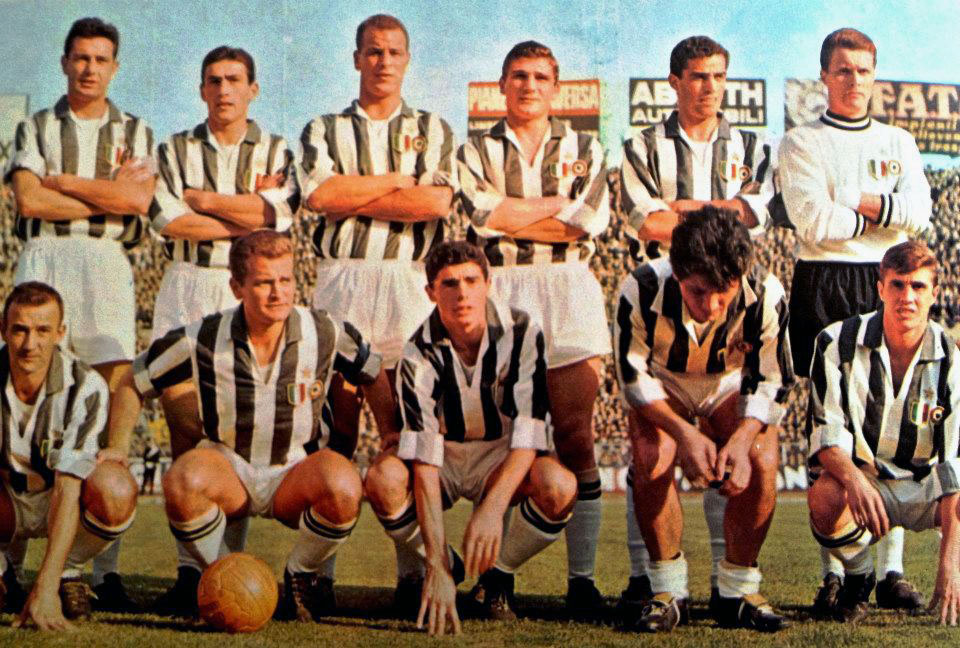
Les juventini pour la 12e fois champion d'Italie

Les 25 buts d'Omar Sívori lui firent finir pour la 4e saison d'affilée meilleur buteur du club de la saison.
Durant la saison, la Juve prit également part à la Coppa Italia pour également défendre son titre, débutant à l'hiver 1961.
Le mercredi 25 janvier 1961, Madame commence la coupe avec les 8e-de-finale contre le Sambenedettese, pour finalement s'imposer facilement à l'extérieur sur le score de 4 buts à 1 (grâce à un doublé de Sívori et des buts de Charles et Santoni contre son camp. Au tour suivant, c'est au tour de Nicolè d'inscrire un doublé lors des deux seuls buts du match contre la Sampdoria au Stade Luigi-Ferraris. La demi-finale se jouant à Florence voit finalement la Fiorentina arrêter l'aventure turinoise en les éliminant 3 buts à 1 (but bianconero de Mora). Sortis de la course au titre, la Juventus joue tout de même le 29 juin un match contre le Torino comptant pour la 3e place. Les deux équipes turinoises n'ayant pas réussies à se départager (2 buts à 2 après le temps réglementaire, avec des réalisations bianconere de Cervato et de Cavallito), la séance de tirs au but est finalement remportée par la Juve 3-2, terminant donc sur le podium de la coupe.
Ce fut également cette saison que choisit Giampiero Boniperti pour prendre sa retraite anticipée à seulement 33 ans, car n'étant plus devenu un titulaire indiscutable, ce départ marquant la fin du célèbre « Trio magique ».
Désormais double championne en titre, la Juventus, bien que n'arrivant pas à s'imposer en Europe, est par contre plus que jamais reine en Italie.

## Déroulement de la saison

### Résultats en championnat
- Phase aller

| dimanche 25 septembre 1960 1re journée | Udinese | 0 - 1       | Juventus | Stadio Moretti, Udine 15h00 Arbitre : Gambarotta |
| dimanche 25 septembre 1960 1re journée |         | 65e Colombo |          | Stadio Moretti, Udine 15h00 Arbitre : Gambarotta |

| dimanche 2 octobre 1960 2e journée | Juventus                            | 3 - 1 | Lazio        | Stadio Comunale, Turin 15h00 Arbitre : De Marchi |
| dimanche 2 octobre 1960 2e journée | Emoli 4e · Charles 50e · Nicolè 51e |       | 86e Ferrario | Stadio Comunale, Turin 15h00 Arbitre : De Marchi |

| dimanche 9 octobre 1960 3e journée | SPAL       | 1 - 2 | Juventus                   | Stadio Comunale, Ferrare 15h00 Arbitre : Francescon |
| dimanche 9 octobre 1960 3e journée | Corelli 7e |       | 34e Boniperti · 51e Nicolè | Stadio Comunale, Ferrare 15h00 Arbitre : Francescon |

| dimanche 16 octobre 1960 4e journée | Juventus                                       | 4 - 1 | Catane    | Stadio Comunale, Turin 15h00 Arbitre : Butti |
| dimanche 16 octobre 1960 4e journée | Nicolè 15e 70e · Stacchini 58e · Boniperti 80e |       | 23e Macor | Stadio Comunale, Turin 15h00 Arbitre : Butti |

| dimanche 23 octobre 1960 5e journée | Fiorentina                            | 3 - 0 | Juventus | Stadio Comunale, Florence 15h00 Arbitre : Rigato |
| dimanche 23 octobre 1960 5e journée | Milan 12e · Hamrin 43e · Montuori 69e |       |          | Stadio Comunale, Florence 15h00 Arbitre : Rigato |

| dimanche 6 novembre 1960 6e journée | Juventus                            | 3 - 4 | Milan                                       | Stadio Comunale, Turin 14h30 Arbitre : Jonni |
| dimanche 6 novembre 1960 6e journée | Sívori 56e · Charles 69e · Mora 82e |       | 1re 50e Altafini · 9e Vernazza · 59e Rivera | Stadio Comunale, Turin 14h30 Arbitre : Jonni |

| dimanche 13 novembre 1960 7e journée | Torino | 0 - 0 | Juventus | Stadio Filadelfia, Turin 14h30 34 000 spectateurs Arbitre : Francescon |
| dimanche 13 novembre 1960 7e journée |        |       |          | Stadio Filadelfia, Turin 14h30 34 000 spectateurs Arbitre : Francescon |

| dimanche 20 novembre 1960 8e journée | Juventus                    | 3 - 0 | Bologne | Stadio Comunale, Turin 14h30 Arbitre : Marchese |
| dimanche 20 novembre 1960 8e journée | Nicolè 2e · Charles 28e 43e |       |         | Stadio Comunale, Turin 14h30 Arbitre : Marchese |

| dimanche 27 novembre 1960 9e journée | Roma                          | 2 - 1 | Juventus           | Stadio Olimpico, Rome 14h30 Arbitre : Rigato |
| dimanche 27 novembre 1960 9e journée | Lojacono 61e · Manfredini 62e |       | 78e (pen.) Cervato | Stadio Olimpico, Rome 14h30 Arbitre : Rigato |

| dimanche 4 décembre 1960 10e journée | Juventus                    | 2 - 0 | Lanerossi Vicence | Stadio Comunale, Turin 14h30 Arbitre : Babini |
| dimanche 4 décembre 1960 10e journée | Nicolè 31e · Puia 35e (csc) |       |                   | Stadio Comunale, Turin 14h30 Arbitre : Babini |

| dimanche 18 décembre 1960 11e journée | Inter                                  | 3 - 1 | Juventus | Stadio San Siro, Milan 14h30 Arbitre : Adami |
| dimanche 18 décembre 1960 11e journée | Corso 28e · Morbello 50e · Firmani 69e |       | 77e Mora | Stadio San Siro, Milan 14h30 Arbitre : Adami |

| dimanche 25 décembre 1960 12e journée | Juventus                                   | 3 - 2 | Sampdoria         | Stadio Comunale, Turin 14h30 Arbitre : Francescon |
| dimanche 25 décembre 1960 12e journée | Charles 22e · Sívori 24e · Mora 25e (pen.) |       | 57e 64e Brighenti | Stadio Comunale, Turin 14h30 Arbitre : Francescon |

| dimanche 1er janvier 1961 13e journée | Lecco                       | 2 - 2 | Juventus                   | Stadio Mario Rigamonti, Lecco 14h30 Arbitre : Gambarotta |
| dimanche 1er janvier 1961 13e journée | Duzioni 45e · Gilardoni 53e |       | 26e Nicolè · 36e Boniperti | Stadio Mario Rigamonti, Lecco 14h30 Arbitre : Gambarotta |

| dimanche 8 janvier 1961 14e journée | Atalanta              | 2 - 2 | Juventus              | Stadio Comunale, Bergame 14h30 Arbitre : Di Tonno |
| dimanche 8 janvier 1961 14e journée | Nova 4e · Longoni 37e |       | 40e 51e (pen.) Sívori | Stadio Comunale, Bergame 14h30 Arbitre : Di Tonno |

| lundi 16 janvier 1961 15e journée | Juventus                     | 2 - 2 | Naples                       | Stadio Comunale, Turin 14h30 Arbitre : De Marchi |
| lundi 16 janvier 1961 15e journée | Mora 9e (pen.) · Charles 63e |       | 16e Postiglione · 76e Tacchi | Stadio Comunale, Turin 14h30 Arbitre : De Marchi |

| dimanche 22 janvier 1961 16e journée | Juventus       | 2 - 1 | Padoue     | Stadio Comunale, Turin 14h30 Arbitre : Campanati |
| dimanche 22 janvier 1961 16e journée | Nicolè 26e 34e |       | 27e Milani | Stadio Comunale, Turin 14h30 Arbitre : Campanati |

| dimanche 29 janvier 1961 17e journée | Bari | 0 - 1       | Juventus | Stadio della Vittoria, Bari 14h30 Arbitre : Lo Bello |
| dimanche 29 janvier 1961 17e journée |      | 85e Charles |          | Stadio della Vittoria, Bari 14h30 Arbitre : Lo Bello |

- Phase retour

| dimanche 5 février 1961 18e journée | Juventus                          | 5 - 1 | Udinese       | Stadio Comunale, Turin 15h00 Arbitre : Di Tonno |
| dimanche 5 février 1961 18e journée | Sívori 1re 32e 63e · Mora 61e 89e |       | 81e Pentrelli | Stadio Comunale, Turin 15h00 Arbitre : Di Tonno |

| dimanche 12 février 1961 19e journée | Lazio       | 1 - 4 | Juventus                               | Stadio Olimpico, Rome 15h00 Arbitre : Gambarotta |
| dimanche 12 février 1961 19e journée | Rozzoni 61e |       | 8e Sívori · 31e 85e Charles · 89e Mora | Stadio Olimpico, Rome 15h00 Arbitre : Gambarotta |

| dimanche 19 février 1961 20e journée | Juventus    | 1 - 0 | SPAL | Stadio Comunale, Turin 15h00 Arbitre : Francescon |
| dimanche 19 février 1961 20e journée | Charles 64e |       |      | Stadio Comunale, Turin 15h00 Arbitre : Francescon |

| dimanche 26 février 1961 21e journée | Catane            | 1 - 2 | Juventus                    | Stadio Cibali, Catane 15h00 Arbitre : Jonni |
| dimanche 26 février 1961 21e journée | Prenna 70e (pen.) |       | 51e Stacchini · 60e Charles | Stadio Cibali, Catane 15h00 Arbitre : Jonni |

| dimanche 5 mars 1961 22e journée | Juventus                                      | 3 - 0 | Fiorentina | Stadio Comunale, Turin 15h00 Arbitre : Rigato |
| dimanche 5 mars 1961 22e journée | Charles 14e · Nicolè 22e · Marchesi 39e (csc) |       |            | Stadio Comunale, Turin 15h00 Arbitre : Rigato |

| dimanche 12 mars 1961 23e journée | Milan                                         | 3 - 1 | Juventus           | Stadio San Siro, Milan 15h00 Arbitre : Rigato |
| dimanche 12 mars 1961 23e journée | Colombo 14e (csc) · Altafini 56e · Rivera 88e |       | 9e (csc) Salvadore | Stadio San Siro, Milan 15h00 Arbitre : Rigato |

| dimanche 19 mars 1961 24e journée | Juventus   | 1 - 0 | Torino | Stadio Comunale, Turin 15h30 Arbitre : Gambarotta |
| dimanche 19 mars 1961 24e journée | Sívori 65e |       |        | Stadio Comunale, Turin 15h30 Arbitre : Gambarotta |

| dimanche 26 mars 1961 25e journée | Bologne         | 2 - 4 | Juventus                             | Stadio Comunale, Bologne 15h30 Arbitre : Jonni |
| dimanche 26 mars 1961 25e journée | Vinício 30e 74e |       | 32e 69e 71e Sívori · 44e (pen.) Mora | Stadio Comunale, Bologne 15h30 Arbitre : Jonni |

| dimanche 2 avril 1961 26e journée | Juventus                                 | 3 - 0 | Roma | Stadio Comunale, Turin 15h30 Arbitre : Francescon |
| dimanche 2 avril 1961 26e journée | Charles 27e · Boniperti 62e · Sívori 84e |       |      | Stadio Comunale, Turin 15h30 Arbitre : Francescon |

| dimanche 9 avril 1961 27e journée | Lanerossi Vicence | 0 - 1     | Juventus | Stadio Romeo Menti, Vicence 15h30 Arbitre : Adami |
| dimanche 9 avril 1961 27e journée |                   | 9e Nicolè |          | Stadio Romeo Menti, Vicence 15h30 Arbitre : Adami |

| dimanche 30 avril 1961 29e journée | Sampdoria                      | 3 - 2 | Juventus       | Stade Luigi-Ferraris, Gênes 16h00 Arbitre : De Marchi |
| dimanche 30 avril 1961 29e journée | Brighenti 28e 38e · Ocwirk 76e |       | 18e 32e Sívori | Stade Luigi-Ferraris, Gênes 16h00 Arbitre : De Marchi |

| dimanche 7 mai 1961 30e journée | Juventus                                  | 4 - 2 | Lecco                    | Stadio Comunale, Turin 15h30 Arbitre : Di Tonno |
| dimanche 7 mai 1961 30e journée | Charles 15e 50e · Sívori 64e · Nicolè 88e |       | 8e Abbadie · 79e Arienti | Stadio Comunale, Turin 15h30 Arbitre : Di Tonno |

| dimanche 14 mai 1961 31e journée | Juventus                     | 3 - 2 | Atalanta                 | Stadio Comunale, Turin 16h00 Arbitre : Babini |
| dimanche 14 mai 1961 31e journée | Boniperti 26e · Mora 49e 50e |       | 63e Veneri · 89e Maschio | Stadio Comunale, Turin 16h00 Arbitre : Babini |

| dimanche 21 mai 1961 32e journée | Naples | 0 - 4                              | Juventus | Stadio San Paolo, Naples 16h00 Arbitre : Rigato |
| dimanche 21 mai 1961 32e journée |        | 11e 45e 47e Sívori · 32e Boniperti |          | Stadio San Paolo, Naples 16h00 Arbitre : Rigato |

| mardi 30 mai 1961 33e journée | Padoue    | 1 - 0 | Juventus | Stadio Silvio Appiani, Padoue 17h30 Arbitre : Gambarotta |
| mardi 30 mai 1961 33e journée | Bacci 36e |       |          | Stadio Silvio Appiani, Padoue 17h30 Arbitre : Gambarotta |

| lundi 5 juin 1961 34e journée | Juventus        | 1 - 1 | Bari            | Stadio Comunale, Turin Arbitre : Adami |
| lundi 5 juin 1961 34e journée | Mora 27e (pen.) |       | 62e De Robertis | Stadio Comunale, Turin Arbitre : Adami |

| samedi 10 juin 1961 28e journée | Juventus                                                                          | 9 - 1 | Inter              | Stadio Comunale, Turin Arbitre : Gambarotta |
| samedi 10 juin 1961 28e journée | Sívori 11e 12e 17e 54e 67e 88e (pen.) · Riefolo 52e (csc) · Nicolè 64e · Mora 79e |       | 78e (pen.) Mazzola | Stadio Comunale, Turin Arbitre : Gambarotta |

#### Classement
|  |    | Classement final 1960-1961 | Pts | MJ | V  | N | D | BP | BC | Dif |
|  | -- | -------------------------- | --- | -- | -- | - | - | -- | -- | --- |
|  | 1. | Juventus                   | 49  | 34 | 22 | 5 | 7 | 80 | 42 | +38 |
|  | 2. | Milan                      | 47  | 34 | 20 | 7 | 7 | 68 | 31 | +37 |
|  | 3. | Inter                      | 44  | 34 | 18 | 8 | 8 | 73 | 39 | +34 |

| 12e titre La Juventus championne d'Italie de Serie A de 1960-1961 |

### Résultats en coupe
- 8e-de-finale

| mercredi 25 janvier 1961 | Sambenedettese | 1 - 4 | Juventus                                        | San Benedetto del Tronto Arbitre : Jonni |
| mercredi 25 janvier 1961 | Rumignani 63e  |       | 2e 24e Sívori · 44e Charles · 79e (csc) Santoni | San Benedetto del Tronto Arbitre : Jonni |

- Quarts-de-finale

| mercredi 3 mai 1961 | Sampdoria | 0 - 2          | Juventus | Stade Luigi-Ferraris, Gênes Arbitre : Rigato |
| mercredi 3 mai 1961 |           | 12e 54e Nicolè |          | Stade Luigi-Ferraris, Gênes Arbitre : Rigato |

- Demi-finale

| mercredi 10 mai 1961 | Fiorentina                              | 3 - 1 | Juventus | Stadio Comunale, Florence Arbitre : Jonni |
| mercredi 10 mai 1961 | Milan 17e · Marchesi 51e · Da Costa 90e |       | 33e Mora | Stadio Comunale, Florence Arbitre : Jonni |

- Match pour la 3e place

| jeudi 29 juin 1961 | Juventus                                                         | 2 - 2 (3 - 2 aux t.a.b.) | Torino                                                                    | Stadio Comunale, Turin 21h00 8924 spectateurs Arbitre : De Marchi |
| jeudi 29 juin 1961 | Cervato 29e · Cavallito 53e · Tirs au but : · Mora · Mora · Mora |                          | 30e Locatelli · 80e Mazzero · : Tirs au but · Mazzero · Mazzero · Mazzero | Stadio Comunale, Turin 21h00 8924 spectateurs Arbitre : De Marchi |

### Résultats en coupe des clubs champions
- 16e-de-finale

| mercredi 21 septembre 1960 Match aller | Juventus                 | 2 - 0 | CDNA Sofia | Stadio Comunale, Turin 21h30 55 000 spectateurs Arbitre : Huber |
| mercredi 21 septembre 1960 Match aller | Lojodice 5e · Sívori 24e |       |            | Stadio Comunale, Turin 21h30 55 000 spectateurs Arbitre : Huber |

| mercredi 12 octobre 1960 Match retour | CDNA Sofia                                    | 4 - 1 | Juventus   | Stade national Vassil Levski, Sofia 19h00 50 000 spectateurs Arbitre : Dienst |
| mercredi 12 octobre 1960 Match retour | Kovachev 20e 57e · Panaiatov 68e · Tsanev 76e |       | 88e Nicolè | Stade national Vassil Levski, Sofia 19h00 50 000 spectateurs Arbitre : Dienst |

### Matchs amicaux
| dimanche 21 août 1960 | Coni             | 2 - 5 | Juventus         |  |
| dimanche 21 août 1960 | Buteurs inconnus |       | Buteurs inconnus |  |

| dimanche 27 août 1960 | Coni           | 1 - 4 | Juventus         |  |
| dimanche 27 août 1960 | Buteur inconnu |       | Buteurs inconnus |  |

| samedi 3 septembre 1960 | Lanerossi Vicence | 1 - 2 | Juventus         |  |
| samedi 3 septembre 1960 | Buteur inconnu    |       | Buteurs inconnus |  |

| mercredi 7 septembre 1960 | Juventus         | 3 - 2 | MTK Budapest     |  |
| mercredi 7 septembre 1960 | Buteurs inconnus |       | Buteurs inconnus |  |

| mardi 13 septembre 1960 | Bologne          | 2 - 0 | Juventus |  |
| mardi 13 septembre 1960 | Buteurs inconnus |       |          |  |

| dimanche 11 décembre 1960 | Juventus         | 2 - 2 | Olympique lyonnais |  |
| dimanche 11 décembre 1960 | Buteurs inconnus |       | Buteurs inconnus   |  |

| jeudi 22 décembre 1960 | Ivrée          | 1 - 4 | Juventus         |  |
| jeudi 22 décembre 1960 | Buteur inconnu |       | Buteurs inconnus |  |

| jeudi 29 décembre 1960 | Casale | 0 - 6            | Juventus |  |
| jeudi 29 décembre 1960 |        | Buteurs inconnus |          |  |

| jeudi 19 janvier 1961 | Ivrée          | 1 - 7 | Juventus         |  |
| jeudi 19 janvier 1961 | Buteur inconnu |       | Buteurs inconnus |  |

| mercredi 1er février 1961 | Asti           | 1 - 8 | Juventus         |  |
| mercredi 1er février 1961 | Buteur inconnu |       | Buteurs inconnus |  |

| jeudi 9 février 1961 | Saluzzo | 0 - 8            | Juventus |  |
| jeudi 9 février 1961 |         | Buteurs inconnus |          |  |

| jeudi 16 février 1961 | Juventus         | 5 - 0 | Chieri |  |
| jeudi 16 février 1961 | Buteurs inconnus |       |        |  |

| jeudi 23 février 1961 | Reggina          | 2 - 3 | Juventus         |  |
| jeudi 23 février 1961 | Buteurs inconnus |       | Buteurs inconnus |  |

| jeudi 16 mars 1961 | Villar Perosa | 0 - 16           | Juventus |  |
| jeudi 16 mars 1961 |               | Buteurs inconnus |          |  |

#### Torneo Italia 61
| dimanche 18 juin 1961 | Juventus | 0 - 2            | Santos |  |
| dimanche 18 juin 1961 |          | Buteurs inconnus |        |  |

| mercredi 21 juin 1961 | Juventus         | 6 - 2 | Racing Club de Paris |  |
| mercredi 21 juin 1961 | Buteurs inconnus |       | Buteurs inconnus     |  |

| samedi 24 juin 1961 | Juventus         | 2 - 5 | River Plate      |  |
| samedi 24 juin 1961 | Buteurs inconnus |       | Buteurs inconnus |  |

## Effectif du club
Effectif des joueurs de la Juventus Football Club lors de la saison 1960-1961.

## Buteurs
Voici ici les buteurs de la Juventus Football Club toutes compétitions confondues.
| 28 buts - Omar Sívori 16 buts - John Charles - Bruno Nicolè 13 buts - Bruno Mora 6 buts - Giampiero Boniperti | 2 buts - Sergio Cervato - Gino Stacchini 1 but - Dario Cavallito - Umberto Colombo - Flavio Emoli - Severino Lojodice |